# Michaił Łaszewicz
Michaił Michajłowicz Łaszewicz (ros. Михаил Михайлович Лашевич, ur. 1884 w Odessie, zm. 30 sierpnia 1928 w Harbinie) – radziecki polityk i wojskowy, członek KC RKP(b) (1918-1919 i 1923-1925).

## Życiorys

### Wczesna działalność
Pochodził z rodziny kupieckiej. W rodzinnej Odessie uczył się w gimnazjum, skąd został wykluczony za uczestnictwo w nielegalnej organizacji uczniowskiej i szerzenie propagandy rewolucyjnej. W 1901 wstąpił do SDPRR, po rozłamie w partii w 1903 przyłączył się do bolszewików. Działał w strukturach partyjnych w Odessie, Mikołajowie, Jekaterynosławiu i Petersburgu. Był kilkakrotnie aresztowany, zesłany do guberni wołogodzkiej i do Kraju Narymskiego. W 1915 został zmobilizowany do armii rosyjskiej jako starszy podoficer. Był dwukrotnie ranny, rozpowszechniał wśród żołnierzy idee bolszewickie. 
Po rewolucji lutowej przyjechał do Moskwy, po czym na polecenie Komitetu Centralnego partii bolszewickiej udał się do Piotrogrodu w celu dalszego prowadzenia propagandy wśród żołnierzy. Został wybrany na członka Piotrogrodzkiej Rady Delegatów Robotniczych i Żołnierskich, gdzie następnie był kolejno sekretarzem i przewodniczącym frakcji bolszewickiej. W końcu czerwca 1917 był przeciwny wystąpieniu zbrojnemu przeciwko Rządowi Tymczasowemu, uznając je za przedwczesne. Również podczas tzw. dni lipcowych, występując na mityngu dwóch pułków przed siedzibą piotrogrodzkich bolszewików, willą Matyldy Krzesińskiej, apelował do żołnierzy o pozostanie w koszarach.  Od października 1917 był członkiem Piotrogrodzkiego Komitetu Wojskowo-Rewolucyjnego. Brał czynny udział w przewrocie, który obalił Rząd Tymczasowy. To on polecił komisarzowi komitetu wojskowo-rewolucyjnego na krążowniku Aurora, Aleksandrowi Biełyszewowi, doprowadzić do zatrzymania ruchu na Moście Mikołajowskim. Następnie w nocy z 24 na 25 października (6 na 7 listopada) na czele oddziału zrewolucjonizowanych żołnierzy i marynarzy zajął gmach telegrafu, poczty, banku państwowego oraz Pawłowskiej Szkoły Wojskowej.
Podczas II Zjazdu Rad był delegatem Piotrogrodzkiej Rady Delegatów Robotniczych i Żołnierskich i został wybrany na członka Wszechzwiązkowego Centralnego Komitetu Wykonawczego (WCIK). Od grudnia był członkiem jego prezydium, od marca 1918 także członkiem Piotrogrodzkiego Biura KC RKP(b).  

### Udział w wojnie domowej w Rosji
Od 8 marca 1918 do 18 marca 1919 członek KC RKP(b), od 15 kwietnia do 11 września 1918 komisarz polityczny Północnego Odcinka Oddziałów Ognia Zaporowego, od 7 sierpnia do 29 listopada 1918 członek Rady Wojskowo-Rewolucyjnej 3 Armii Frontu Wschodniego, od 29 listopada 1918 do 5 marca 1919 dowódca 3 Armii Frontu Wschodniego. Dowodzona przez niego armia w grudniu 1918 wycofała się z Kunguru i Permu pod naciskiem Armii Rosyjskiej adm. Kołczaka i podczas odwrotu, przy trzydziestostopniowym mrozie, przy brakach w zaopatrzeniu, umundurowaniu i obuwiu, straciła ponad połowę stanu osobowego.
Od 23 marca do 16 sierpnia 1919 był członkiem Rady Wojskowo-Rewolucyjnej Frontu Wschodniego, od 1 sierpnia 1919 do 10 stycznia 1920 - członkiem Rady Wojskowo-Rewolucyjnej Frontu Południowego. Równocześnie od 23 października 1919 do 30 listopada 1920 zasiadał w Radzie Wojskowo-Rewolucyjnej 7 Armii Frontu Zachodniego (wojna z Polską), natomiast od 1 sierpnia do 29 września 1920 był dowódcą 7 Armii Frontu Zachodniego. Od 29 sierpnia do 26 grudnia 1920 był członkiem Rady Wojskowo-Rewolucyjnej 15 Armii Frontu Zachodniego i równocześnie członkiem Rady Wojskowo-Rewolucyjnej Zachodniosyberyjskiego Okręgu Wojskowego. Od października 1920 do 1922 dowodził wojskami Syberyjskiego Okręgu Wojskowego, od 30 listopada 1921 do 23 stycznia 1923 był członkiem Rady Wojskowo-Rewolucyjnej Sztabu Wojsk Syberii. 

### Dalsza kariera wojskowa i partyjna
W latach 1922–1925 Michaił Łaszewicz pełnił funkcję przewodniczącego Syberyjskiego Komitetu Rewolucyjnego. Od 25 kwietnia 1923 do 18 grudnia 1925 był członkiem KC RKP(b), od 2 lutego 1924 do 20 maja 1927 zasiadał w Radzie Wojskowo-Rewolucyjnej ZSRR, przy czym od 6 listopada 1925 do 20 maja 1927 był zastępcą jej przewodniczącego oraz zastępcą ludowego komisarza ds. wojennych i morskich ZSRR. Od 31 grudnia 1925 do 23 lipca 1926 zastępca członka KC WKP(b), członek Prezydium Najwyższej Rady Gospodarki Narodowej ZSRR. Od 1926 do śmierci pozostawał na stanowisku przewodniczącego Zarządu Kolei Wschodniochińskiej. 
Działacz Lewicowej Opozycji w RKP(b) i WKP(b), za co w grudniu 1927 wykluczony z WKP(b). W 1928, gdy zerwał z opozycją, został ponownie przyjęty do partii. Zginął w wypadku samochodowym lub według innej wersji - popełnił samobójstwo. Został pochowany na Polu Marsowym w Petersburgu. 
Odznaczony dwoma Orderami Czerwonego Sztandaru (1920 i 1926).